# Черна-Сат
Черна-Сат (рум. Cerna-Sat) — село у повіті Горж в Румунії. Входить до складу комуни Падеш.
Село розташоване на відстані 279 км на захід від Бухареста, 47 км на захід від Тиргу-Жіу, 133 км на південний схід від Тімішоари, 126 км на північний захід від Крайови.

## Населення
За даними перепису населення 2002 року у селі проживали 125 осіб, усі — румуни. Усі жителі села рідною мовою назвали румунську.